# Monzo Akiyama
Pour les articles homonymes, voir Akiyama.
Monzo Akiyama (秋山 門造, Akiyama Monzō), né à Kan'onji le 30 décembre 1891 et mort au combat à Kwajalein le 25 janvier 1944, est un amiral de la marine impériale japonaise qui a servi pendant la Seconde Guerre mondiale.

## Biographie
Issu d'une famille d'agriculteurs très pauvre de la ville de Kan'onji, à Kagawa, au Japon, Akiyama passe la totalité de ses vacances scolaires dans les champs à aider ses parents. En 1911, il est accepté dans la 42e classe de l'académie navale impériale du Japon et obtient son diplôme en décembre 1914, se classant 66e sur 114 cadets. Il est affecté en tant que sous-lieutenant sur le cuirassé Kirishima. Après avoir obtenu son diplôme d’école d’artillerie, il est officier d’artillerie sur le croiseur Atago, membre du personnel du district naval de Maizuru et commandant en second sur le Haruna. En 1937, il est promu capitaine et reçoit son premier commandement, celui du navire de ravitaillement Mamiya. Il retourne ensuite à terre pour commander la division des gardes du district naval de Kure. Il est promu contre-amiral en mai 1943 et devient commandant de l'arsenal naval de Kure.
Durant l'année de 1943, il est affecté au commandement de la 6e force de la base navale et reçoit l'ordre de se rendre à Kwajalein, dans les îles Marshall, en remplacement du vice-amiral Koso Abe. Les forces américaines avaient récemment pris les îles Gilbert, notamment les îles Makin et Tarawa. Akiyama commandait 5 000 hommes sur l'îlot principal de Kwajalein et 3 000 autres hommes sur l'îlot de Roi-Namur, à l'opposé du même atoll. Cependant, la plupart de ces troupes étaient des réservistes mal entraînés et sans expérience du combat. Akiyama arrive en novembre 1943 et ordonne immédiatement la construction de fortifications ; cependant, la topographie des petites îles rendait la défense en profondeur impossible et le temps et les matériaux lui manquaient pour construire des ouvrages importants, notamment des bunkers en béton qui avaient si bien servi les défenseurs japonais à Tarawa. Akiyama était conscient qu'il ne bénéficiait pas de renforts, de fournitures ou d'une possible évacuation, l'île ayant déjà été déclarée en dehors de la "zone de défense absolue" du Japon par le quartier général impérial. Le premier jour du débarquement américain, il est tué au combat alors qu'il quittait son bunker pour observer la ligne de front. Le 29 mars, il est promu vice-amiral à titre posthume. En 1962, il reçoit à titre posthume l'Ordre du Soleil levant de 2e classe.